# Anaktorio
Anaktorio  este un oraș în Grecia în prefectura Aetolia-Acarnania.